# Плотников, Вадим Вячеславович
Вади́м Вячесла́вович Пло́тников (укр. Вадим Вячеславович Плотников; 12 апреля 1968, Кировск, Луганская область, Украинская ССР, СССР) — украинский футболист, полузащитник «Стали» из Алчевска.

## Биография
Воспитанник кировского ДЮСШ, где его тренером был А. В. Фильчук.
В 1991 году играл за «Вагоностроитель» из Стаханова. После распада СССР остался в «Стахановце», за который в чемпионате Украины дебютировал 28 марта 1992 года в котором забил первый мяч в ворота «Роси» из Белой Церкви.
13 июня 1992 года дебютировал в алчевской «Стали», в которой в 5 матчах забил 3 мяча. В том же году вернулся в «Стахановец». Уже через год снова играл в алчевской «Стали», в составе которой он забил 114 мячей в Первой лиге Украины, ещё 4 гола он провёл за «Вагоностроитель» став рекордсменом Первой лиги Украины.
В феврале 2014 года в честь Плотникова был назван символический Клуб бомбардиров Первой лиги Украины, так как он первым среди игроков второго по силе дивизиона Украины забил 100 мячей. Произошло это 3 мая 1999 года на 62-й минуте во время матча с никопольским «Металлургом».
12 июля 2000 года в матче против киевского «Арсенала» дебютировал в высшей лиге. В 2009 и с 2013 — главный тренер алчевской «Стали».

### Конфликт из-за голов бомбардира
В январе 2018 года на украинском интернет-ресурсе о футболе Footboom.com вышел материал под названием: «Первая лига: спокойствие Чуйченко, „дорисовки“ Плотникова и перспективы Акименко», в которой её автор утверждал о «приписке» двух голов Плотникову, сделавших его лидером среди бомбардиров в украинской Первой лиге. В статье не было подтверждено ни одного конкретного факта по приписке голов Плотникову. Через несколько дней в блоге Sports.ru «Авось не прокатит. Только факты!», было показано, что у Плотникова мячи забиты без приписок, что соответствует копиям протоколам указанных матчей на официальном сайте Федерации футбола Украины и в списке бомбардиров Первой лиги Украины с голевым результатом 118 мячей Плотников по-прежнему занимает первое место.

## Достижения

### Командные
- Серебряный призёр Первой лиги Украины (1): 1999/00
- Бронзовый призёр Первой лиги Украины (1): 1995/96

### Личные
- Рекордсмен Первой лиги Украины по количеству забитых мячей — 118.
- Основатель Клуба бомбардиров Первой лиги, как футболист первый забивший 100 голов в чемпионате[10].
- Лучший футболист Первой лиги Украины: 1998, 1999, 2000 гг[11].
- Лучший бомбардир алчевской «Стали» в первой лиге — 114 голов.

### Достижения в качестве тренера
- Бронзовый призёр первой лиги: 2013/14